# Carlotta Joaquina Maury
Carlotta Joaquina Maury (Hastings-on-Hudson, 6 de janeiro de 1874 – Yonkers, 3 de janeiro de 1938) foi uma geóloga, paleontóloga e uma das primeiras mulheres a seguir carreira científica na indústria de petróleo e gás. Sofreu bastante preconceito por ser uma mulher na área das ciências.

## Biografia
Nascida em Hastings-on-Hudson, uma vila no Condado de Westchester, em Nova Iorque em 1874; era a quarta filha do reverendo e geógrafo amador, Mytton Maury (filho de Sarah Mytton Maury) e de Virginia Draper, admiradora das artes e da ciência, que teve forte influência nos filhos. Seu nome foi uma homenagem à sua avó materna, Carlota Joaquina de Paiva Ferreira, uma dama da corte portuguesa, que se casou no Rio de Janeiro com o médico britânico Daniel Gardner. Havia vários cientistas na família, como seu primo, o geógrafo Matthew Fontaine Maury. John William Draper (1811-1882), seu avô, foi físico, cientista, filósofo e um dos grandes contribuidores para os primórdios da fotografia. Antônia Caetana Maury (1866-1952), irmã mais velha de Carlotta, foi astrônoma, tendo trabalhado com Henry Pickering no grupo de mulheres que identificou cerca de 10.000 estrelas, do Observatório do Colégio de Harvard.

## Carreira
Carlotta ingressou no Radcliffe College em 1891, formando-se em 1894, estudando em seguida na Universidade Columbia e na Universidade de Paris, onde fez pós-graduação. Seu doutorado foi pela Universidade Cornell, na área de paleontologia, estudando o fósseis do período Terciário. Isso a tornou uma das primeiras mulheres a obter um doutorado em geologia e paleontologia.
Após terminar os estudos, Carlotta conseguiu um cargo docente no Colégio Erasmus, no Brooklyn, em 1900. Tornaria-se paleontóloga assistente na Universidade Columbia em 1904 e depois lecionaria geologia no Columbia College e no Barnard College até 1912. Ela voltou ao campo para se juntar à equipe de G. D. Harris, seu orientador em Cornell, para investigar áreas ricas em petróleo e gás na costa do Texas e da Louisiana, no Golfo do México.
Os dados conseguidos pela equipe trouxeram importantes informações geológicas para a extração de petróleo e gás e para a indústria ainda nos dias de hoje. A contribuição específica de Carlotta para a equipe foi a de reunir dados baseados em descobertas paleontológicas a fim de criar um mapa estrutural e estratigráfico da região. As análises realizadas pela equipe foram publicadas em 1910.
Em 1910, Carlotta começou a trabalhar para a Royal Dutch Shell como consultora em geologia e estratigrafia. Depois trabalhou para a General Asphalt Co. como parte da equipe que explorou regiões em Trinidad e Venezuela em camadas do eoceno. Seus achados em fósseis e fauna nativa fora as primeiras a serem catalogadas e estudadas no Caribe e na América do Sul. Carlotta lecionou na África do Sul, no Huguenot College, e retornou para o Caribe em 1916 como líder da "Expedição Maury", na República Dominicana. Apesar da instabilidade política na ilha naquele momento, seu objetivo era o de determinar as camadas estratigráficas do Mioceno e do Oligoceno na região, compostas basicamente por rochas sedimentares repletas de depósitos fossilíferos. Como resultado, a expedição encontrou 400 novas espécies. Seu trabalho criou uma fundação, presente ainda hoje a República Dominicana, cuja pesquisa tenta estudar as mudanças evolutivas no Caribe durante o Mioceno até os dias atuais.
Carlotta também era conhecida pela precisão e detalhamento de seus artigos científicos, além de escrevê-los bem rápido, dando atenção aos detalhes. Era bastante elogiada pelos colegas por seu conhecimento e capacidade, tanto que ela se tornou a paleontóloga oficial do Serviço Geológico e Mineralógico do Brasil. Enquanto paleontóloga oficial, ela publicou diversos artigos nos boletins do serviço geológico, entre 1919 e até depois de sua morte.
Apesar do conhecimento, do esforço em campo, da atenção aos detalhes e da admiração dos colegas, Carlotta nunca conseguiu posição de chefia nos Estados Unidos nem pelas universidades por onde passou. Foi apenas na África do Sul que conseguiu a licenciatura plena, sem ser considerada assistente. Ainda assim conseguiu manter uma independência financeira devido ao trabalho intenso.

## Vida pessoal
Carlotta, assim como muitas mulheres que optavam pela carreira científica na época, não se casou nem teve filhos. Era comum que mulheres precisassem optar entre um e outro, sem poder ter os dois ao mesmo tempo. A paleobotânica Winifred Goldring também optou pela carreira e a própria irmã de Carlotta, a astrônoma Antônia Caetana Maury, também não se casou.

## Morte
Carlotta morreu em 3 de janeiro de 1939, em Yonkers, Nova York, aos 63 anos, após um longo tempo doente.